# Mauritiaspis mimusopis
Mauritiaspis mimusopis är en insektsart som beskrevs av Mamet 1939. Mauritiaspis mimusopis ingår i släktet Mauritiaspis och familjen pansarsköldlöss.
Artens utbredningsområde är Mauritius. Inga underarter finns listade i Catalogue of Life.